# 밀화부리
밀화부리(yellow-billed grosbeak)는 되새과에 속하며 학명은 Eophona migratoria이다. 고지새라고도 한다. 몸길이 약 19cm로 회색 바탕에 머리와 꼬리가 검은색이고, 날개는 검은색 바탕에 흰색 띠가 뚜렷하게 있다. 부리는 짧고 강하여 노랗다.
번식기에는 암수 한 쌍이 생활하지만, 번식기 외에는 떼를 이루어 생활한다. 삼림에 살며 봄과 여름 사이에 우는데 그 소리가 매우 고와서 사육하기도 한다. 과실·곤충·곡식 등을 먹으며 3-5개의 알을 낳는데 알은 엷은 푸른색이며 자주색과 노란색 반점이 있다. 한국·중국 등지에 번식하고, 대만·필리핀 등지에서 월동한다. 한국에서는 흔하게 통과하는 나그네새이며 여름에 번식하는 개체들이랑 겨울에 월동하는 개체들도 존재한다.